# Twelve Tales: Conker 64
Twelve Tales: Conker 64 (originalmente titulado Conker's Quest) es un videojuego cancelado que se estaba desarrollando al mismo tiempo que Banjo-Kazooie. El juego iba a ser (presumiblemente, nunca recibió una clasificación real) un juego de aventura para niños. Sin embargo, debido a las críticas recibidas hacia Rareware, el juego fue rediseñado.
Mientras que primero se creyó ser una broma, sin embargo el juego fue substituido por Conker's Bad Fur Day   en 2001. El juego lanzado en su lugar fue clasificado "M" y dio el mundo de Conker un tono más adulto, con los caracteres pervertidos, una Berri más adulta (tanto en la personalidad y la apariencia), y una ardilla de plomo que ahora es un alcohólico. Algunos activos se mantuvieron de la versión original, como las flores en el capítulo Hungover, el espantapájaros y el molino de viento, pero en su mayor parte el juego fue completamente diferente. La mayor parte de la música parece ser desechada, excepto algunas pistas (como la pista de minijuego, que luego se reutilizó para los Fire Imps antes de The Big Big Guy), así como el tema de un mundo de temática romana que fue utilizado como tema para "Jet Force Gemini".

## Un jugador
De acuerdo con una vista previa que mostró IGN, el juego trataba de que Conker y Berri debían hacer una búsqueda a través cuatro mundos distintos, para la recolección de 100 regalos robados, así como ir al rescate de amigos secuestrados.
También de ir recogiendo frutos secos en el progreso de la historia. Los movimientos disponibles que Conker iba a tener eran: "remolinos con la cola" y "lanzar dulces de chocolate" (entre otros). También habría siete vehículos que usarías para llegar a zonas nuevas.
Usando a Conker en el modo de un jugador los niveles serían más de aventura y acción, mientras que usando a Berri los niveles serían de estrategia.

## Multijugador
El juego ha presentado diferentes modos multijugador, que son los siguientes:
- Duelo a muerte: Nunca se reveló, solo se dijo.
- Cooperación de 2 jugadores: Dos jugadores en modo aventura.

## Desarrollo
en junio de 1997 el juego se mostro en la E3 1997 bajo el título Conker's Quest .  Un año más tarde, se reveló que el título del juego se cambió a Twelve Tales: Conker 64 y los jugadores podrían controlar a Conker en escenarios basados en acción y Berri en escenarios basados en estrategia, con la posibilidad de Juego de pantalla dividida para dos jugadores . Las primeras capturas de pantalla sugirieron que el juego estaría dirigido a una audiencia familiar y presentaría personajes lindos y configuraciones coloridas. Aunque Rare tenía un historial de hacer juegos de este tipo, la compañía fue influenciada por la recepción crítica de la ternura del prototipo del juego, lo que resultó en una revisión del diseño del juego. Múltiples retrasos y la falta de actualizaciones llevaron a especular que se había cancelado silenciosamente.  En 1999, Rareware reveló que iban a rediseñar por completo el juego para atraer a un audiencia mayor "todavía estaba siendo trabajado por un equipo completo y con el mismo nivel de dedicación que cuando se anunció por primera vez".
Después que Twelve Tales: Conker 64 se canceló, el juego fue trasladado para la Game Boy Color y fue llamado Conker's Pocket Tales. que se lanzó el 6 de junio de 1999 en Estados Unidos el juego recibido críticas mixtas.

## Legado
En la versión N64 de Banjo-Kazooie, una de las camas en los dormitorios del barco tiene un póster de Berri de "Twelve Tales: Conker 64", fue posteriormente desechado y reelaborado en "Conker's Bad Fur Day", por lo que los lanzamientos posteriores de Banjo-Kazooie (las versiones de XBLA y Rare Replay) reemplazaron este póster con uno de Conker la ardilla.
No se encontró mucho sobre el juego antes de 2012, momento en el que se subió a YouTube un video de juego de 30 minutos. Representaba a Conker entrando en algunas zonas que no se veían en el juego final, incluida una arena de gladiadores y un área desértica al estilo de Indiana Jones.
Hacia el final del metraje, Berri aparece como un personaje jugable. Berri habría podido llamar a los monstruos en su ayuda, en lugar de enfrentarse directamente a los monstruos. Aparte de esta grabación, Rare reveló varias otras características, incluido un modo multijugador para 4 jugadores. Hay varias otras grabaciones disponibles, pero aún no ha aparecido una ROM. Beta 64 hizo un video al respecto, que contenía 4 minutos de metraje.